# Kolymajukagirische Sprache

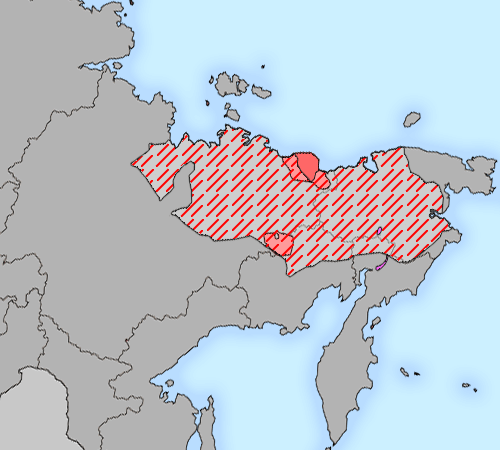
Kolymajukagirisch wird heute nur noch im Osten der Republik Jakutien an der Grenze zur Oblast Magadan gesprochen
Kolymajukagirisch

Die kolymajukagirische Sprache (auch Südjukagirisch; Eigenbezeichnung: odul) ist eine von nur zwei heute noch gesprochenen jukagirischen Sprachen. Sie wird heute nur noch von etwa 50 meist älteren Jukagiren in Nordostsibirien fließend gesprochen. Der größte Teil von ihnen lebt in der kleinen Ortschaft Nelemnoje an der Jassatschnaja im Werchnekolymski ulus im Osten der Republik Jakutien.

## Phonologie

### Vokale
|             | vorne         | vorne      | zentral       | zentral       | hinten   | hinten        |
| ungerundet  | gerundet      | ungerundet | gerundet      | ungerundet    | gerundet |               |
| ----------- | ------------- | ---------- | ------------- | ------------- | -------- | ------------- |
| geschlossen | i, iː (и, ии) |            |               |               |          | u, uː (у, уу) |
| mittel      | ɛ, ɛː (э, ээ) |            |               | ɞ, ɞː (ө, өө) |          | ɔ, ɔː (о, оо) |
| offen       |               |            | a, aː (а, аа) |               |          |               |

### Konsonanten
|            | bilabial | bilabial | alveolar | alveolar | postalveolar | postalveolar | palatal | palatal | velar | velar | uvular | uvular | glottal | glottal |
| stl.       | sth.     | stl.     | sth.     | stl.     | sth.         | stl.         | sth.    | stl.    | sth.  | stl.  | sth.   | stl.   | sth.    |         |
| ---------- | -------- | -------- | -------- | -------- | ------------ | ------------ | ------- | ------- | ----- | ----- | ------ | ------ | ------- | ------- |
| Plosive    | p (п)    |          | t (т)    | d (д)    |              |              |         |         | k (к) | g (г) | q (х)  |        | ʔ (-)   |         |
| Frikative  |          |          |          |          | ʃ (ш)        | ʒ (ж)        |         |         |       |       |        | ʁ¹ (ҕ) |         |         |
| Affrikaten |          |          |          |          | t͡ʃ (ч)       | d͡ʒ (дж)      |         |         |       |       |        |        |         |         |
| Nasale     | m (м)    | m (м)    | n (н)    | n (н)    |              |              | ɲ (нь)  | ɲ (нь)  | ŋ (ҥ) | ŋ (ҥ) |        |        |         |         |
| Laterale   |          |          | l (л)    | l (л)    |              |              | ʎ (ль)  | ʎ (ль)  |       |       |        |        |         |         |
| Vibranten  |          |          | r (р)    | r (р)    |              |              |         |         |       |       |        |        |         |         |
| Halbvokale | w (в)    | w (в)    |          |          |              |              | j (й)   | j (й)   |       |       |        |        |         |         |

¹Der stimmhafte uvulare Frikativ /ʁ/ wird nach /ŋ/ als Plosiv [ɢ] realisiert.

### Phonotaktik
Die Silbenstruktur lautet CVC, somit können am Anfang und Ende eines Wortes maximal ein Konsonant stehen, in der Mitte jedoch maximal zwei.